# Кеттерер, Эжен
Эжен Кеттерер (фр. Eugène Ketterer; 7 июля 1831, Руан — 18 декабря 1870, Париж) — французский композитор и пианист.
Происходил из семьи эльзасцев. Учился в Парижской консерватории в классе фортепиано Антуана Мармонтеля, однако особых успехов в учёбе не продемонстрировал. В дальнейшем широко концертировал с салонными пьесами собственного собственного сочинения. Опубликовал немногим менее 300 лёгких фортепианных пьес — вальсов, полек, мазурок, фантазий на темы модных опер и т. п. В соавторстве со скрипачом Адольфом Эрманом выпустил также несколько сборников с переложениями популярных мелодий для скрипки и фортепиано.
В 1870 г. был удостоен герцогом Эрнстом II Ордена Саксен-Эрнестинского дома
Умер от оспы.